# Union pour la démocratie et le fédéralisme/Mboolomi
L'Union pour la démocratie et le fédéralisme/Mboolomi (UDF/Mboolomi) est un parti politique sénégalais.

## Histoire
Issu d'une scission d'avec le Rassemblement national démocratique en 1992, il a été officiellement reconnu le 7 juin 1994.
L'UDF participe aux élections législatives de 1998, mais n'obtient aucun siège à l'Assemblée nationale.

## Orientation
C'est un parti de gauche panafricaniste qui s'appuie notamment sur la pensée de Cheikh Anta Diop.
Ses objectifs déclarés sont « la conquête démocratique du pouvoir, la défense de l’unité nationale et de l’intégrité du territoire, le renforcement et l’approfondissement de la démocratie dans notre pays, l’épanouissement culturel et la promotion des langues nationales pour leur utilisation comme langues de travail, l’indépendance économique et politique du pays, la prospérité économique et la justice sociale ».
Selon le parti, la réalisation de ces objectifs « doit conduire à l’édification d’un État national, démocratique et populaire au Sénégal, condition de la création d’un État fédéral africain démocratique ».

## Symboles
Sa couleur est le jaune d'or.
Son drapeau représente une jarre percée dont les trous sont obstrués par les dix doigts de deux mains et entourée par un cercle rouge. Une carte de l’Afrique est apposée sur le cercle, le tout sur fond jaune d'or.
En wolof, mboolomi signifie "l'union".

## Organisation
Le siège du parti est à Dakar (HLM).
Le Président du parti est Amadou Ongué Ndiaye, son Secrétaire général Demba Sy.